# Прем'єр-міністр Фіджі
Прем'єр — міністр Фіджі
Прем'єр-міністр Фіджі — голова виконавчої влади Фіджі; обирається у парламенті·

## Список  прем'єр-міністрів  Фіджі
- 10 жовтня 1970 — 13 квітня 1987 — Камісесе Мара
- 13 квітня — 14 травня 1987 — Тімочі Бавадра
- 14 травня — 5 грудня 1987 — Ситівені Рабука
- 5 грудня 1987 — 2 червня 1992 — Камісесе Мара
- 2 червня 1992 — 19 травня 1999 — Ситівені Рабука
- 19 травня 1999 — 19 травня 2000 — Махендра Чоудрі
- 19-20 травня 2000 — Тімокі Сілатау
- 20-27 травня 2000 — Джордж Спейт
- 27 травня — 4 липня 2000 — Тевіт Маноедока
- 4 липня 2000 — 14 березня 2001 — Лайсенія Карасе
- 14-16 березня 2001 — Тевіт Маноедока
- 16 березня 2001 — 5 грудня 2006 — Лайсенія Карасе
- 5 грудня 2006 — 4 січня 2007 — Джона Сенілагакалі
- 5 січня 2007 — 10 квітня 2009 — Франк Баїнімарама
- 11 квітня 2009 — 31 березня 2014 — Франк Баїнімарама
- 31 березня 2014 — 24. грудня 2022 — Франк Баїнімарама
- 24. грудня 2022 — донині — Ситівені Рабука